# Kościół Najświętszej Maryi Panny Częstochowskiej w Starczy
Kościół parafialny Najświętszej Maryi Panny Częstochowskiej w Starczy – kościół parafialny pod wezwaniem Najświętszej Maryi Panny Częstochowskiej w Starczy. Kościół jest świątynią parafialną rzymskokatolickiej parafii pod tym samym wezwaniem.

## Historia
Budowę kościoła rozpoczęto jeszcze przed powstaniem parafii w 1911 r. z inicjatywy proboszcza parafii w Poczesnej ks. Jana Knorra. Z powodu braku środków wzniesiono jedynie fundamenty, na których zbudowano tymczasową drewnianą kaplicę. Obecną świątynię wybudowano w latach 1928-1934 staraniem proboszcza ks. Wacława Kucharskiego. 29 września 1935 r. kościół został konsekrowany przez biskupa częstochowskiego Teodora Kubinę. Świątynia była wyposażana przez kolejnych proboszczów.